# 道の駅とよとみ
道の駅とよとみ（みちのえき とよとみ）は、山梨県中央市にある国道140号の道の駅である。旧東八代郡豊富村によって申請された。

## 施設
- 駐車場
  - 普通車：62台
  - 大型車：4台
  - 身障者用：2台
- トイレ
  - 男：7器
  - 女：7器
  - 身障者用：1器
- 公衆電話
- 食堂（ふるさとカフェ「シルク」）
- 農産物直売所
- 公園
- 休憩施設（ハイビジョンテレビ、インターネット体験端末）

## 休館日
- 毎週月曜日
- 祝日の翌日
- 12月30日 - 1月3日

## 交通アクセス
- 中央市コミュニティバス「道の駅とよとみ」停留所（2016年10月3日より停留所設置）

## 周辺
- シルクの里公園
- 笛吹川
- 山梨県道12号韮崎南アルプス中央線
- 山梨県道29号甲府中央右左口線
- 中央市役所豊富庁舎